# Theriotia kashmirensis
Theriotia kashmirensis är en bladmossart som beskrevs av H. Robinson 1965. Theriotia kashmirensis ingår i släktet Theriotia och familjen Buxbaumiaceae. Inga underarter finns listade i Catalogue of Life.